# گروه‌های قومی گیلان
استان گیلان دارای هویت قومی مشخص است. از دیرباز همزیستی اقوام مختلف در کنار یکدیگر، زمینه‌ساز محیط و شرایطی مناسب برای به اشتراک‌گذاری فرهنگ و آیین‌های آنان بوده و در نتیجه ایجاد چنین بستری، امکان پالایش و ویرایش فرهنگ و سنن آن‌ها و به مرور زمان موجبات رشد و پیشرفت آن‌ها میسر شده‌است و در این میان این استان با وجود اینکه یکی از کوچکترین استان‌های ایران به‌شمار می‌رود اما از لحاظ فرهنگی در جایگاه بسیار ممتازی در کشور قرار دارد. گروه‌های قومی اصلی آن متعلق به شاخه شمال غربی گروه زبان‌های ایرانیند.
گروه‌های قومی اصلی آن متعلق به شاخه شمال غربی گروه زبان‌های ایرانیند. اکثریتشان گیلک است که در جلگه مرکزی، حاشیه ساحلی شرقی و ارتفاعات جنوب غربی زندگی می‌کند. گیلک‌ها بر اساس تفاوت‌های گویشی و ویژگی‌های اجتماعی فرهنگی به سه گروه تقسیم می‌شوند: گیلک رشتی و لاهیجانی، که به ترتیب در غرب و شرق جلگه زندگی می‌کنند، تفاوت‌های کمی نشان می‌دهند، ولی گیلک گالشی در کوه‌های جنوب شرقی زبان متفاوت و شیوه کشت و دامپروری متفاوتی با گیلک جلگه و تالش‌ها که منطقه‌شان از کوهپایه تا دامنه البرز کشیده شده‌است دارند. گویش تاتی پیرامون رودبار تکلم می‌شود.  کردهای عمارلو (گیلان) ساکنین مناطق جنوب غربی در رودبار و دیلمان ، بازرگانان و ماهیگیران آذری در ساحل آستارا و کارمندان فارسی ادارات دولتی. نتیجتاً چندزبانگی، قاعدهٔ سرتاسر استان است. هر گروهی ساکن استان با یک یا چند فعالیت تولیدی خاص، مشخص می‌شود. اسامی قومی علاوه بر ریشه‌های سرزمینی، زبانی و فرهنگی به تخصص ویژه شغلی هم اشاره می‌کند. گیله مرد (مرد گیلان) به کشاورزان جلگه اشاره دارد که گیلکی صحبت می‌کنند، در حالی که گالش، تولیدکننده  در شرق استان، گویشی به نام گالشی را استفاده می‌کند. اسم قومی عموماً ابعاد فرهنگی و حرفه‌ای را ترکیب می‌کند. برای بسیاری از گیلکان خصوصاً شهرنشینان مرکز و غرب، یک تالش یک دامپرور است، گرچه تالش همان واژه را در مقابل یک گالش (دامدار)، برای شمالی‌ترین نقطه منطقه، برای یک زارع برنج استفاده می‌کند. جمعیت‌های مختلف که در منطقه همزیستی دارند به بیشتر منابع بومی دسترسی برابری ندارند. به این دلیل اسامی جمعی علاوه بر هویت به موقعیت نسبی در سلسله مراتب اقتصادی اشاره می‌کنند. منابع اصلی منطقه‌ای (برنج و در گذشته ابریشم) امتیاز مردمان جلگه‌نشین کوه نشین گیلک و  گالش و گاهی تالش هستند.

## اقوام باستانی
اقوام مختلفی پیش از میلاد همچون کاسپی‌ها، تالش ها (بازماندگان کادوسی ها) و گیل ها و گالش ها و آماردها در کرانهٔ دریای کاسپی ساکن بوده‌اند که دانشمندانی چون ریچارد فرای، املی کورت و رودیگر اشمیت آنان را از اقوام کهن آریایی نام برده اند.

## گیلک‌ها و گالشان ( دیلمیان)
یکی از اقوام قدیمی و اصیل گیلان گیلک‌ها است که از بازماندگان قوم گلای هستند که بیشترین جمعیت قومی گیلان را تشکیل می‌دهند.
عمده‌ترین قوم گیلان گیلک است که در جلگه مرکزی، حاشیه ساحلی شرقی و ارتفاعات جنوب غربی زندگی می‌کند. گیلک‌ها بر اساس تفاوت‌های گویشی و ویژگی‌های اجتماعی فرهنگی به سه گروه تقسیم می‌شوند: گیلک رشتی و لاهیجانی، که به ترتیب در غرب و شرق جلگه زندگی می‌کنند، تفاوت‌های کمی نشان می‌دهند، ولی گیلک گالشی ( دیلمیان)  در کوه‌های جنوب شرقی زبان متفاوت و شیوه کشت و دامپروری متفاوتی با گیلک جلگه و تالش‌ها که منطقه‌شان از کوهپایه تا دامنه البرز کشیده شده‌است دارند.
بنابر این کوه‌نشینان و گالشان  را میتوان از فرهنگ دیلمیان کهن دانست که تاریخی بس درخشان داشته اند .

تصویری از یک زن گالش

تصویری از یک پیرمرد گالش

هر گروهی ساکن استان با یک یا چند فعالیت تولیدی خاص، مشخص می‌شود. اسامی قومی علاوه بر ریشه‌های سرزمینی، زبانی و فرهنگی به تخصص ویژه شغلی هم اشاره می‌کند. گیله مرد (مرد گیلان) به کشاورزان جلگه اشاره دارد که گیلکی صحبت می‌کنند، در حالی که گالش، تولیدکننده کوه‌نشین در شرق استان، گویشی به نام گالشی یا دیلمی را استفاده می‌کند.
گیله مرد (مرد گیلان) به کشاورزان جلگه اشاره دارد در حالی که گالش برای تولیدکننده کوه‌نشین در شرق استان به کار می‌رود. اسم قومی عموماً ابعاد فرهنگی و حرفه‌ای را ترکیب می‌کند. برای بسیاری از گیلکان خصوصاً شهرنشینان مرکز و غرب، یک تالش یک دامپرور است، گرچه تالش همان واژه را در مقابل یک گالش (دامدار)، برای شمالی‌ترین نقطه منطقه، برای یک زارع برنج استفاده می‌کند. گیلکان همچنین بخش‌های اصلی تجارت و مدیریت را در کنترل دارند، حتی اگر برای آخری با کارکنان دولتی اهل مرکز کشور رقابت کنند.
گالش‌ها در مناطق کوهستانی گیلان و غرب مازندران یعنی جنوب استان و از بخش شرقی دیلمان سیاهکل تا اشکورات و ییلاقات رودسر و املش تا رامسر در غرب مازندران که به اشکورات شهرت دارد زندگی می‌کنند و به گویش گالشی ( دیلمی) از زبان گیلکی سخن می‌گویند.
امروزه مردم این کوهستان هارا گالش میخوانند که این نام برای همگی آنها مشترک می‌باشد و نشان از همبستگی نژادی و فرهنگی مردم کوهستانی شرق گیلان از دیرباز تا امروزه است.

## کُردها
شهرستان رودبار و پیرامون (رودبار الموت، شهرستان سیاهکل،دیلمان و نیز شهر لاهیجان) کانون کُردنشین استان گیلان شمرده می‌شود؛ در نتیجه تیره‌های بزرگ کُردزبان به ویژه عمارلو در سرتاسر این نواحی حضور انبوه دارند.
از کنفدراسیون عمارلو تیره‌های زیر در شهرستان رودبار می‌زیند:
- در بخش عمارلو شهرستان رودبار: عمارلو، قبه کرانلو، استاجلو، بیجانلو، بیشانلو، شمخانلو
- طوایف سلخوری یکی از طوایف ایل قیاسوند که در روستاهای دشترز، زکابر و زرده کش از توابع بخش عمارلو ساکن هستند که به زبان کردی لکی صحبت می‌کنند.

گل گل سلخوری، اولادی سلخوری، یارکه سلخوری بخشی از این طوایف هستند.
- در بخش مرکزی شهرستان رودبار (رحمت آباد): برامکله، حاتمی، پیراصلو، عمارلو
- در بخش مرکزی شهرستان رودبار (گلوگاه): بهتویی، ولی یاری، چمشگزک
- در  رانکوه شهرستان املش: ایل صوفی
- در بخش غربی دیلمان شهرستان سیاهکل
- در شهر لاهیجان و حومه: خاندان صوفی، و طایفه حبیبی در شهر لاهیجان و طایفه حبیبی در روستای آهندان لاهیجان بخش آزارستانکی زندگی می‌کنند. خانوارهایی از طایفه حبیبی در لنگرود ساکن شده‌اند؛ ایشان نام خانوادگی لاهوری لنگرودی را برگزیده‌اند.[۹][۱۰]
- در شهرستان لنگرود طایفه جلالوند به سر می‌برند که ریشه در استان کرمانشاه دارند و پیرو آیین اهل حق هستند.

## تالش‌ها
تالش‌ها در غرب استان و بیشتر در شهرستان ماسال، شهرستان رضوانشهر، شهرستان تالش، شهرستان آستارا، شهرستان فومن، و شهرستان شفت ساکن هستند. تالش‌ها دارای قدمت چندهزارساله هستند؛ به باور مورخین آن‌ها از بازماندگان کادوسیان هستند.

## آذربایجانی‌ها
در زمینه اقتصاد کلی استان، مشاغل و فعالیت‌های فرعی، به اقلیت‌های مختلفی که یا در دسته‌های ایزوله به‌طور دائمی در استان ساکنند یا بخشی از نیروی کار فصلی مهاجر استان را شکل می‌دهند تخصیص می‌یابد.
در صف اول این گروه‌های اقلیت، از نظر کمی، آذربایجانی‌های منطقه خلخال هستند. آن‌ها به‌طور خاص بیشتر در امور فاقد مهارت بالا در زراعت، بنایی، تجارت دوره‌گردی، و نیز در کار ماهرانه‌تر ماهیگیری در دریا که به مدت طولانی از نظارت گیلکان ساحل‌نشین دور بوده اشتغال دارند. همان‌طور که رابینو و لافونت در ۱۹۱۰ اشاره کرده‌اند، خلخالی‌ها نسل‌هاست که به ترک اقلیم سردشان در زمستان به منظور جستن کار در اقلیم معتدلتر جلگه‌های گیلان و مازندران عادت کرده‌اند. هرساله، بین ۱۵ تا ۲۵ هزار کارگر فصلی مهاجر از هر دو جنس که همه دارایی‌شان را در بقچه‌ای آویزان بر یک چوب حمل می‌کنند، از کوه‌هایشان پایین می‌آیند. بعدتر، در نوروز، در آغاز بهار، خلخالی‌ها ابزارهایشان را زمین می‌گذارند، وسایلشان را می‌بندند و به خانه برمی‌گردند. خلخالی‌ها در طی حضور زمستانی‌شان در جلگه گیلان در مشاغل سخت فیزیکی نظیر تسطیح زمین، شخم زنی، تقویت سد شالیزارها، در برابر سیل، هیزم شکنی و برنج کوبی استخدام می‌شدند؛ ولی با مکانیزه شدن امور کشاورزی نیاز به کارگران روستایی نظیر خلخالی‌ها به شدت کاهش یافته‌است. امروزه بسیاری از آن‌ها در کارگاه‌های ساختمانی و خصوصاً گچکاری استخدام می‌شوند. بقیه فروشندگانی دوره گردند که بعدتر مغازه‌دار شدند. خلخالی‌ها در بخش شرقی استان باید با گالش‌ها، ساکنین بخش‌های دیلمان، کلیشم و حتی طالقان که هر فصل از ارتفاعات به مناطق برنج خیز و به تپه‌های لاهیجان برای چای چینی یا به شرق گیلان برای چیدن پرتقال مهاجرت می‌کنند، رقابت کنند.